# Limes (Kategorientheorie)
In der Algebra oder allgemeiner der Kategorientheorie ist der projektive Limes (oder inverse Limes oder einfach Limes) eine Konstruktion, mit der man verschiedene in gewisser Weise zusammengehörende Strukturen verbinden kann. Das Ergebnis dieses Verbindungsvorgangs wird vor allem bestimmt von Abbildungen zwischen diesen Strukturen.

## Projektive Limites für Mengen und einfache algebraische Strukturen
Die folgende Konstruktion definiert den Limes für Mengen oder beliebige algebraische Strukturen, die mithilfe von Limites (Produkten, Endobjekten, Differenzkernen) definiert sind. Als Beispiel werden Gruppen behandelt.
Gegeben seien eine halbgeordnete Menge {\displaystyle (I,>)},
für jedes {\displaystyle i\in I} eine Gruppe {\displaystyle X_{i}} und für je zwei Indizes {\displaystyle i,j\in I} mit {\displaystyle i>j} ein Gruppenhomomorphismus
{\displaystyle f_{ij}\colon X_{i}\to X_{j}.}
Diese Homomorphismen seien außerdem verträglich in dem Sinne, dass für {\displaystyle i>j>k} gilt:
{\displaystyle f_{ik}=f_{jk}\circ f_{ij}}
(„um von {\displaystyle i} nach {\displaystyle k} zu kommen, kann man auch einen Umweg über {\displaystyle j} nehmen“).
Der projektive Limes {\displaystyle \varprojlim _{i\in I}X_{i}} ist die Menge aller Familien {\displaystyle (x_{i})_{i\in I}} mit {\displaystyle x_{i}\in X_{i}} mit der Eigenschaft
{\displaystyle f_{ij}(x_{i})\,=\,x_{j}} für {\displaystyle i>j}.
Durch die komponentenweise Definition seiner Verknüpfung über die Verknüpfungen in den Komponenten {\displaystyle X_{i}} wird {\displaystyle \varprojlim _{i\in I}X_{i}} zu einer Gruppe.

## Die universelle Eigenschaft
Der projektive Limes {\displaystyle \varprojlim _{i\in I}X_{i}} zusammen mit den Homomorphismen
{\displaystyle \mathrm {pr} _{i}\colon \varprojlim _{j\in I}X_{j}\to X_{i},\quad (x_{j})_{j\in I}\mapsto x_{i},}
den kanonischen Projektionen, hat die folgende universelle Eigenschaft:
Für jede Gruppe {\displaystyle T} und Homomorphismen {\displaystyle t_{i}\colon T\to X_{i}}, für die {\displaystyle t_{j}=f_{ij}\circ t_{i}} für alle {\displaystyle i>j} gilt, existiert ein eindeutig bestimmter Homomorphismus {\displaystyle c\colon T\to \varprojlim _{i\in I}X_{i}}, so dass {\displaystyle t_{i}=\mathrm {pr} _{i}\circ c} gilt.

Kommutatives Diagramm zur Definition des Limes in der Kategorientheorie

## Projektive Limites in beliebigen Kategorien
Mithilfe des Begriffs des projektiven Limes für Mengen kann man projektive Limites in beliebigen (lokal kleinen) Kategorien definieren: Sind Objekte {\displaystyle X_{i}} einer Kategorie {\displaystyle C} und Übergangsmorphismen {\displaystyle f_{i,j}} gegeben, so ist der Limes dieses projektiven Systems (auch inverses System) charakterisiert durch eine natürliche Äquivalenz
{\displaystyle \operatorname {Hom} _{C}(T,\lim X_{i})=\lim \operatorname {Hom} _{C}(T,X_{i})}
von Funktoren in {\displaystyle T}; dabei ist der Limes auf der rechten Seite der bereits definierte Limesbegriff für Mengen. Der derartig definierte Limes erfüllt die analoge universelle Eigenschaft.
Für "einfache" algebraische Strukturen wie Vektorräume, Gruppen oder Ringe stimmt dieser Limesbegriff mit dem oben definierten, mengenbasierten überein.
Es gibt jedoch Kategorien, in denen projektive Limites nicht existieren, beispielsweise die Kategorie der endlichen abelschen Gruppen: Es sei {\displaystyle (X_{i},f_{i,j})} das projektive System
{\displaystyle \ldots \to (\mathbb {Z} /2\mathbb {Z} )^{3}\to (\mathbb {Z} /2\mathbb {Z} )^{2}\to \mathbb {Z} /2\mathbb {Z} }
mit der Projektion auf die ersten Faktoren als Übergangsabbildungen. Für {\displaystyle T:=\mathbb {Z} /2\mathbb {Z} } ist
{\displaystyle \lim \operatorname {Hom} (T,X_{i})}
unendlich, also nicht gleich
{\displaystyle \operatorname {Hom} (T,L)}
für irgendeine endliche abelsche Gruppe {\displaystyle L}.

## Beispiele
- In der Kategorie der topologischen Räume gibt es Limites: Der mengenbasierte Limes ist konstruiert als eine Teilmenge des kartesischen Produktes. Versieht man das Produkt mit der Produkttopologie und den Mengen-Limes mit der Teilraumtopologie, erhält man den kategoriellen Limes. Sind alle {\displaystyle A_{i}} kompakt und hausdorffsch, dann ist der projektive Limes {\displaystyle A} ebenfalls kompakt und hausdorffsch.
- Jede kompakte topologische Gruppe ist projektiver Limes von kompakten Lie-Gruppen.
- Für {\displaystyle p\in \mathbb {P} } ist der Ring {\displaystyle \mathbb {Z} _{p}} der p-adischen ganzen Zahlen der projektive Limes der Restklassenringe {\displaystyle X_{i}\;:=\;\mathbb {Z} /p^{i}}, wobei die halbgeordnete Indexmenge {\displaystyle I\;:=\;\mathbb {N} } mit der natürlichen Ordnung versehen ist und die Morphismen die Restklassenabbildungen sind. Die natürliche Topologie auf {\displaystyle \mathbb {Z} _{p}} ist die von der diskreten Topologie auf den {\displaystyle \mathbb {Z} /p^{i}} induzierte Produkttopologie, und {\displaystyle \mathbb {Z} } ist dicht in {\displaystyle \mathbb {Z} _{p}}.

Die proendliche Vervollständigung {\displaystyle {\hat {\mathbb {Z} }}} des Rings der ganzen Zahlen {\displaystyle \mathbb {Z} } ist der projektive Limes der Restklassenringe {\displaystyle X_{m}\;:=\;\mathbb {Z} /m}, wobei die Indexmenge {\displaystyle I\;:=\;\mathbb {N} } mit der Halbordnung der Teilbarkeit versehen ist und die Morphismen die Restklassenabbildungen sind. Genauer: Sind {\displaystyle m,n\in \mathbb {N} } mit {\displaystyle m\mid n}, dann sind die Restklassenabbildungen {\displaystyle f_{nm}\colon \mathbb {Z} /n\to \mathbb {Z} /m} wie oben ein verträgliches System von Homomorphismen. {\displaystyle {\hat {\mathbb {Z} }}} erweist sich als das direkte Produkt {\displaystyle \prod _{p\in \mathbb {P} }\mathbb {Z} _{p}} (Addition und Multiplikation gehen komponentenweise, letztere mit Nullteilern).
Die natürliche Topologie auf {\displaystyle {\hat {\mathbb {Z} }}} ist die von der diskreten Topologie auf den {\displaystyle \mathbb {Z} /m} induzierte Produkttopologie, und {\displaystyle \mathbb {Z} } ist dicht in {\displaystyle {\hat {\mathbb {Z} }}}.
| Beweis der Dichtheit von {\displaystyle \mathbb {Z} } in {\displaystyle {\hat {\mathbb {Z} }}} |
| --- |
| Für die Zwecke des Beweises werden die Primzahlen durchnummeriert: {\displaystyle \{p_{i}\vert i\in \mathbb {N} \}:=\mathbb {P} }. Die Einbettung {\displaystyle \iota \colon \mathbb {Z} \to {\hat {\mathbb {Z} }}} wirft eine ganze Zahl {\displaystyle m} in jedem Faktorraum {\displaystyle \mathbb {Z} _{p_{i}}} an die Stelle {\displaystyle m}: {\displaystyle \iota (m)=(x_{i})_{i\in \mathbb {N} }} mit {\displaystyle x_{i}:=m} für jedes {\displaystyle i\in \mathbb {N} .} Sei {\displaystyle x=(x_{i})_{i\in \mathbb {N} }} ein Element aus {\displaystyle {\hat {\mathbb {Z} }}}. Für jedes {\displaystyle i\in \mathbb {N} } ist {\displaystyle x_{i}=:\sum _{\nu =0}^{\infty }{x_{i,\nu }\,p_{i}^{\nu }}\;\in \;\mathbb {Z} _{p_{i}}} eine {\displaystyle p_{i}}-adische ganze Zahl. Die approximierende Folge sei {\displaystyle (y_{n})_{n\geq 1}} mit {\displaystyle y_{n}\in \mathbb {Z} }. Ein Folgenglied {\displaystyle y_{n}} approximiert {\displaystyle x} mit der Approximationsgüte {\displaystyle n}, wenn die folgenden Kongruenzen für {\displaystyle 1,\ldots ,i,\ldots ,n} {\displaystyle {\begin{array}{llll}y_{n}&\equiv \sum _{\nu =0}^{n-1}&{x_{1,\nu }\,p_{1}^{\nu }}&\operatorname {mod} p_{1}^{n}\\y_{n}&\equiv \sum _{\nu =0}^{n-i}&{x_{i,\nu }\,p_{i}^{\nu }}&\operatorname {mod} p_{i}^{n-i+1}\\y_{n}&\equiv &x_{n,0}&\operatorname {mod} p_{n}\end{array}}} simultan gelten. Das ist machbar, weil die Moduln {\displaystyle p_{i}^{n-i+1}} paarweise teilerfremd sind. Zu jedem {\displaystyle i} und {\displaystyle m} gibt es eine Approximationsgüte {\displaystyle n\geq i+m}, so dass {\displaystyle y_{n}\;\equiv \;\sum _{\nu =0}^{m}{x_{i,\nu }\,p_{i}^{\nu }}\;\operatorname {mod} p_{i}^{m+1}}. Die Komponente {\displaystyle x_{i}} kann also beliebig, nämlich auf {\displaystyle \operatorname {mod} p_{i}^{m+1}} genau approximiert werden. Mithin konvergiert die Folge {\displaystyle (y_{n})_{n\geq 1}} für {\displaystyle n\to \infty } gegen {\displaystyle \lim _{n\to \infty }y_{n}=x}. ■ |

- Für eine beliebige galoissche Körpererweiterung {\displaystyle E/K} ist die Galoisgruppe {\displaystyle G(E/K)} isomorph zum projektiven Limes der Galoisgruppen {\displaystyle G(L/K)}, wobei {\displaystyle L} alle endlichen und galoisschen Zwischenerweiterungen von {\displaystyle E/K} durchläuft, die halbgeordnete Indexmenge die Menge dieser Zwischenkörper mit der Inklusionsordnung ist und der Morphismus für {\displaystyle M/L} gegeben ist durch {\displaystyle f_{M,L}\colon G(M/K)\to G(L/K)}, {\displaystyle s\mapsto s\vert _{L}} (also die Einschränkung eines Automorphismus auf den kleineren Körper). Betrachtet man alle {\displaystyle G(L/K)} als diskrete topologische Gruppen, dann wird auf {\displaystyle G(E/K)} eine Produkttopologie induziert, die Krulltopologie genannt wird.
Da alle endlichen Erweiterungen eines endlichen Körpers zyklisch sind, ist die Galoisgruppe des algebraischen Abschlusses eines endlichen Körpers isomorph zu {\displaystyle {\hat {\mathbb {Z} }}} (als additiver Gruppe).
- Erweiterungssatz von Kolmogorov: Gegeben seien eine nichtleere Indexmenge {\displaystyle I} und Borel’sche Räume {\displaystyle (\Omega _{i},{\mathcal {A}}_{i})} für {\displaystyle i\in I}. Sei {\displaystyle {\mathcal {E}}(I)} die Menge aller nichtleeren, endlichen Teilmengen von {\displaystyle I}. Ist eine projektive Familie von Wahrscheinlichkeitsmaßen {\displaystyle (P_{J})_{J\in {\mathcal {E}}(I)}} gegeben, so existiert ein eindeutig bestimmtes Wahrscheinlichkeitsmaß {\displaystyle P} auf dem Messraum {\displaystyle (\Omega ,{\mathcal {A}}):=\left(\prod _{i\in I}\Omega _{i},\bigotimes _{i\in I}{\mathcal {A}}_{i}\right)}, für das {\displaystyle P_{J}=P\circ (\pi _{J}^{I})^{-1}} für jedes {\displaystyle J\in {\mathcal {E}}(I)} gilt. Dabei bezeichnet {\displaystyle \pi _{J}^{I}} die Projektion auf die Komponenten der Indexmenge {\displaystyle J}. Man schreibt dann {\displaystyle \varprojlim _{J\uparrow I}P_{J}=:P} und bezeichnet das Wahrscheinlichkeitsmaß {\displaystyle P} als projektiven Limes.

## Limites mit Indexkategorien
In Verallgemeinerung des Limes für teilgeordnete Indexmengen kann man Limites für beliebige Indexkategorien betrachten:
Es sei {\displaystyle I} eine kleine Kategorie, {\displaystyle C} eine beliebige Kategorie und {\displaystyle X\colon I\to C} ein Funktor. Dann ist ein Limes von {\displaystyle X} ein darstellendes Objekt für den Funktor
{\displaystyle C^{\mathrm {op} }\to \mathrm {(Mengen)} ,\quad T\mapsto \mathrm {Mor} _{\mathbf {Mor} (I,C)}(\mathrm {const} _{T},X);}
dabei bezeichne {\displaystyle \mathrm {const} _{T}} den konstanten Funktor {\displaystyle I\to C} mit Wert {\displaystyle T}. Der Limes ist also ein Objekt {\displaystyle L} zusammen mit einer natürlichen Äquivalenz
{\displaystyle \mathrm {Mor} _{C}(T,L)=\mathrm {Mor} _{\mathbf {Mor} (I,C)}(\mathrm {const} _{T},X)}
von Funktoren in {\displaystyle T}.
Aus dieser natürlichen Äquivalenz erhält man für {\displaystyle T=L} auch die kanonischen Projektionen {\displaystyle L\to X(i)} (als Entsprechung von {\displaystyle id_{L}} auf der linken Seite).
Die natürliche Äquivalenz ist im Wesentlichen nur eine kompakte Schreibweise der universellen Eigenschaft: Morphismen in ein Limesobjekt entsprechen kompatiblen Systemen von Morphismen in die einzelnen Objekte, genau wie im Spezialfall von teilgeordneten Indexmengen.
Dieser Limesbegriff umfasst einige andere universelle Konstruktionen als Spezialfälle:
| {\displaystyle I}                       | universelle Konstruktion |
| --------------------------------------- | ------------------------ |
| Beliebig viele Objekte, nur Identitäten | Produkt                  |
| {\displaystyle \varnothing }            | Endobjekt                |
|                                         | Differenzkern            |
|                                         | Faserprodukt             |

Hat die Indexkategorie ein Anfangsobjekt {\displaystyle A}, so ist der Limes gleich {\displaystyle X(A)}.